# 276.ª Divisão de Infantaria (Alemanha)
A 276ª Divisão de Infantaria (em alemão:276. Infanterie-Division) foi uma unidade militar que serviu no Exército alemão durante a Segunda Guerra Mundial.

## Comandantes
| Comandante                    | Data                                          |
| ----------------------------- | --------------------------------------------- |
| Generalleutnant Kurt Badinski | 10 de dezembro de 1943 - 21 de agosto de 1944 |

## Oficiais de operações
| Oberstleutnant Otto Seitz | fevereiro de 1944-agosto de 1944 |

## Área de operações
| França | dezembro de 1943 - agosto de 1944 |